# Zavidovići
Zavidovići (serbiska: Завидовићи) är en ort i Bosnien och Hercegovina.   Den ligger i entiteten Federationen Bosnien och Hercegovina, i den centrala delen av landet, 70 km norr om huvudstaden Sarajevo. Zavidovići ligger 208 meter över havet och antalet invånare är 14 380.
Terrängen runt Zavidovići är huvudsakligen lite kuperad. Zavidovići ligger nere i en dal. Zavidovići är det största samhället i trakten. 
I omgivningarna runt Zavidovići växer i huvudsak lövfällande lövskog. Runt Zavidovići är det ganska tätbefolkat, med 93 invånare per kvadratkilometer.